# Союз 7К-ОК
Союз-7К-ОК, індекс ГРАУ 11Ф615 — серія багатоцільових тримісних орбітальних космічних кораблів для маневрування і стикування на навколоземній орбіті, також для проведення низки експериментів, зокрема переходу космонавтів з корабля в корабель через відкритий космос.
Розробник і виробник кораблів сімейства «Союз» ракетно-космічна корпорація «Енергія». Виробництво кораблів здійснювалося на головному підприємстві корпорації в підмосковному місті Корольов, а випробування і підготовка кораблів до запуску — у монтажно-випробувальному корпусі (МВК) підприємства на 254-му майданчику космодрому Байконур.

## Історія

### Розробка
Корабель «Союз-7К-ОК» створювався на базі проєкту «Союз А-Б-В», який передбачав автоматичні стикування для збирання більшого апарату з менших елементів, тому отримав автоматичну систему зближення і стикування.
Для екіпажу було розроблено новий житловий модуль для кращих умов праці у триваліших польотах порівняно з кораблями «Восток», зокрема додано туалет. Модуль також планувалося використовувати як шлюз при переході між кораблями, для чого розроблялися нові скафандри. У кораблях не планувалося використання скафандрів, оскільки за попередні 8 польотів не відбулося жодної розгерметизації.
При зміні розробки від «Востока» до «Союза» більшість внутрішньокорабельних систем повністю змінили. Майже усе обладнання створювалося з дублюванням кожного елемента для убезпечення екіпажу.
Система керування польотом забезпечувала орієнтацію корабля на орбіті і розміщення апарата на необхідній висоті для орбітальних маневрів, зближення і стикування, сходу з орбіти, а також направляла сонячні панелі на Сонце
Вперше в совіцькій космонавтиці система управління спуском орієнтувала спускний апарат при вході в атмосферу для створення аеродинамічної якості, тому посадка відбувалася зі значно меншими перевантаженнями, порівняно з «Востоком». Для маневрування спускним апаратом використовувались кілька груп малих двигунів на стиснутому висококонцентрованому пероксиді водню. Паливні баки для цих двигунів спершу розмістили всередині спускного апарату. 1964 Корольов визначив таке розташування занадто небезпечним і баки перемістили у окремій заглибині назовні.
«Восток» мав один гальмівний двигун, який вмикався єдиний раз. Для «Союзу» створили дводвигунну систему багаторазового вмикання, спроєктовану єдиним цілим з паливних баків, головного зближувано-корегувального двигуна, і запасного корегувального двигуна для аварійного сходу з орбіти.
Також корабель мав дві групи менших двигунів з власними паливними баками: малі двигуни для орієнтації, і більші двигуни для стикування.
Живлення бортових систем забезпечували електричні акумулятори, які заряджали дві панелі сонячних батарей.
Багатофункціональна система зв'язку первісно розроблялася для програми пілотованого обльоту Місяця. Вона забезпечувала передачу команд, телесигналів, даних телеметрії, радіоперемовин. Для вимірювання орбітальних параметрів корабля використовувалися радіосигнали.

### Випробування
Випробування 7К-ОК почалися 1966 року. Перші три безпілотні запуски були невдалими і виявили значні недоліки в конструкції корабля: 7К-ОК № 2 або Космос-133 самознищився при вході в атмосферу, в 7К-ОК № 1 після відкладеного старту спрацювала система аварійного порятунку і  ракета вибухнула на стартовій споруді, 7К-ОК № 3 або Космос-140 потонув після посадки.
4-ий запуск з Володимиром Комаровим (Союз-1). Наступного дня мали запустити «Союз-2» з екіпажем із 3 осіб, 2 космонавтів з нього перейдуть крізь відкритий космос до «Союзу-1». Після виходу корабля на орбіту не розкрилась одна з двох панелей сонячних батарей і корабель не отримував достатньо електроенергії. Вирішено достроково припинити політ. Не розкрились парашути. Спускний апарат врізався у поверхню Землі. Космонавт загинув від удару.
Нові правила виробництва вимагали видалити контейнери з парашутом зі спускного апарата перед відправкою в автоклав.
1968-го відбулося перше автоматичне стикування двох «Союзів», потім — пілотоване, а потім груповий політ трьох кораблів одразу і довготривалий політ.
З 1968-го ВПС СРСР вимагали створити 10 додаткових кораблів. Центральне управління космічних засобів Міністерства оборони СРСР і Генеральний штаб сумнівалися у доцільності використання пілотованих космічних апаратів для військових завдань. Керівник ЦКБЕМ Василь Мішин переймався відволіканням ресурсів від місячної програми на розробку корабля «Союз». 
Після висадки американців на Місяці 1969-го радянське керівництво вирішило працювати над створенням довготривалої орбітальної станції навколо Землі. Для доставки екіпажів на станції найкраще підходив корабель Союз 7К-ОК, який модернізовали у версію Союз-7КТ-ОК (Т — транспортний).
До 1970 виготовлено 17 кораблів 7К-ОК.

## Конструкція
Кораблі сімейства складаються з трьох модулів, розташованих знизу догори: приладо-агрегатного відсіку (ПАВ), спускного апарата (СА), побутового відсіку (ПВ).

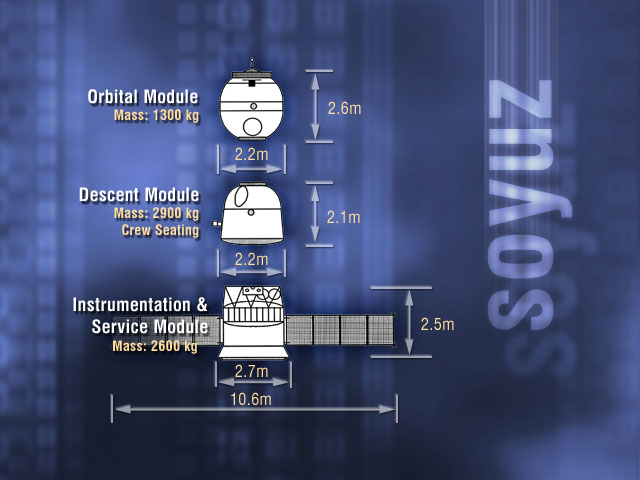
Згори донизу: ПВ, СА і ПАВ

### Приладо-агрегатний відсік
У відсіку розташована комбінована рушійна установка, паливо для неї, службові системи. Довжина відсіку 2,26 м, основний діаметр 2,15 м, максимальний діаметр 2,72 м. Рушійна установка складалася з 28 ДПО (двигуни причалювання і орієнтації) по 14 на кожному колекторі, з яких частина мали тягу 13,3 кгс, частина (12 штук) — 2,7 кгс, а також зближувально-коригувальий двигун (ЗКД) тягою 300 кгс для орбітального маневрування і сходу з орбіти. ДПО працювали на перекисі водню і не мали достатніх швидкісних характеристик для сходу з орбіти без коригувально-гальмівної рушійної установки (КГРУ). ЗКД працював на азотному тетраксиді і несиметричному диметилгідразині. Корабель мав дві незалежні КГРУ — основну і резервну.
У ПАВ також розміщені баки з 500 кг палива і балони високого тиску (~ 300 атм) з гелієм для наддуву баків.
Система енергопостачання з сонячних батарей (СБ) розмахом 9,80 м і площею 14 м² та акумуляторів забезпечувала середню потужність 500 Вт.

### Спускний апарат
У відсіку розташовані місця для космонавтів, системи життєзабезпечення, керування, парашутна система. Довжина відсіку 2,24 м, діаметр 2,2 м, житловий об'єм 3,5 кубометра. Під теплозахисним екраном розташовані двигуни м'якої посадки, на зовнішній поверхні — перекисні двигуни управління спуском, які керують орієнтацією під час польоту в атмосфері. Це дозволяє використовувати аеродинамічну якість СА і знизити перевантаження. СА покритий теплозахистом на основі абляційних матеріалів.

### Побутовий відсік
Відсік мав довжину 3,4 м, діаметр 2,25 м, об'єм — 5 кубометрів. Він оснащений стикувальним вузлом і системою зближення «Ігла». У герметичному обсязі розташовувалося корисне навантаження і системи життєзабезпечення, зокрема туалет. Через посадковий люк на бічній поверхні відсіку космонавти входять в корабель на стартовій позиції космодрому.